# Janggala
Il regno di Janggala (Karajaan Janggala in sundanese) fu un regno sundanese situato nella regione orientale dell'isola di Giava, esistito tra il 1045 al 1136, nell'attuale Indonesia. Il regno si costituì quando Airlangga decise di abdicare al suo trono dividendo il suo regno tra i suoi due figli nel 1045. L'altro regno era quello di Kediri.
Gli abitanti del regno erano sundanesi epinomi etnici, mentre la religione di maggioranza era l'induismo.

## Storia
Il nome di Janggala derivava dall'antico giavanese e significava "gemma del capo". 
Airlangga, ultimo sovrano del regno Mataram di Giava, alla fine della sua vita, decise di dividere il suo regno tra i suoi due figli, ricavando i regni di Kadiri Janggala rispettivamente, ritirandosi poi a vita contemplativa e monastica. Nella sua opera "A short history of Indonesia", lo storico Colin Brown scriveva a tal proposito "la parte occidentale di Mataram divenne Kediri, la parte orientale". Un secolo dopo Kadiri ottenne la parte orientale di Janggala sotto il comando di Jayabaya nel 1135-1157.  
Secondo lo storico J. D. Legge gli stati "successori di Kadiri e Janggala vennero riuniti insieme a costituire una nuova dinastia".